# El apagón (canción de Bad Bunny)
«El apagón» es una canción del cantante puertorriqueño Bad Bunny de su quinto álbum de estudio Un verano sin ti. La canción fue lanzada como el octavo sencillo oficial del álbum el 16 de septiembre de 2022.  Los temas de la canción incluyen la gentrificación y los cortes de energía. La canción mezcla reguetón, música house y percusión latina.

## Promoción y lanzamiento
El 2 de mayo de 2022, Bad Bunny anunció su quinto álbum de estudio, Un verano sin ti, en el que «El apagón» se ubica en el número dieciséis de la lista de canciones. El 6 de mayo de 2022, la canción fue lanzada junto con el resto de sencillos de Un verano sin ti a través de Rimas Entertainment. La pista incluye un coro de la vocalista invitada Gabriela Berlingeri. En mayo de 2022, Bad Bunny cantó «El Apagón» durante un corte de energía en El Nie Bar en Santurce, San Juan, Puerto Rico.

## Desempeño comercial
Junto con el resto de las pistas de Un verano sin ti, «El apagón» se ubicó en el Billboard Hot 100, alcanzando el puesto número 54. También se ubicó en el Billboard Global 200 junto con las otras pistas del álbum, ubicándose en el número 35. En la lista Hot Latin Songs la pista alcanzó el puesto 19.

## Video musical
Bad Bunny lanzó el video de 22 minutos el 16 de septiembre de 2022. Fue un proyecto audiovisual y documental dirigido por Kacho López Mari que incorpora reportajes realizados por la periodista independiente Bianca Graulau. El video critica a LUMA Energy, la Ley 22 de 2012 y la privatización de terrenos y playas.

## Posicionamiento en listas
| Listas (2022)               | Mejor posición |
| --------------------------- | -------------- |
| Ecuador (Billboard)         | 24             |
| España (Top 100 Canciones)  | 21             |
| Global 200 (Billboard)      | 35             |
| Hot 100 (Billboard)         | 54             |
| Hot Latin Songs (Billboard) | 19             |
| Mexico Songs (Billboard)    | 25             |